# Skvortzovia furfurella
Skvortzovia là một chi nấm thuộc họ Meruliaceae. Là một chi đơn loài, nó chứa loài duy nhất Skvortzovia furfurella.